# Xã Saline, Quận Howard, Arkansas
Xã Saline (tiếng Anh: Saline Township) là một xã thuộc quận Howard, tiểu bang Arkansas, Hoa Kỳ. Năm 2010, dân số của xã này là 93 người.